# Хонорий II (папа)
Папа Хонорий II (на латински: Honorius.PP.II), роден Лаберто Сканабечи (на италиански: Lamberto Scannabecchi) е глава на Католическата църква от 1124 г. до смъртта си, 163-тия папа в Традиционното броене.